# Героев Севастополя (станция скоростного трамвая)
«Героев Севастополя» (укр. «Героїв Севастополя») — действующая станция линии скоростного трамвая в Киеве, расположена между станциями «Вацлава Гавела» и «Национальный авиационный университет». Открыта в 70-е годы XX века. Названа по одноимённой улице.
В Киеве также есть трамвайная остановка «Улица Героев Севастополя» (на линии маршрутов №№ 14 и 15) и троллейбусная остановка (на линии маршрута № 27).
10 октября 2008 года участок «Политехническая» — «Ивана Лепсе» был закрыт на реконструкцию. Открыта после реконструкции 27 октября 2010 .
С 7 декабря 2010 по 17 января 2011 года станция была закрыта на реконструкцию.

## Изображения

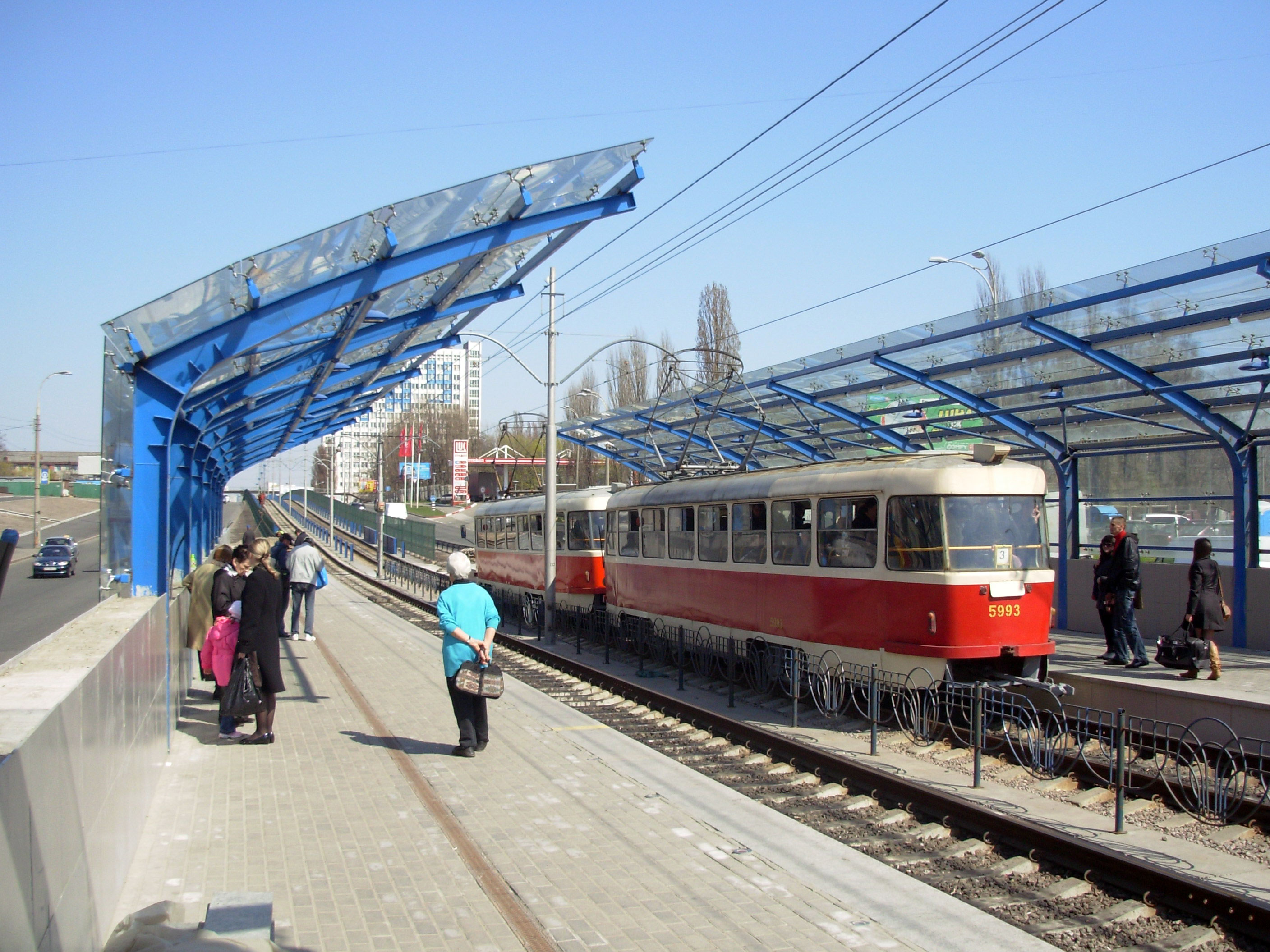
Посадочная платформа
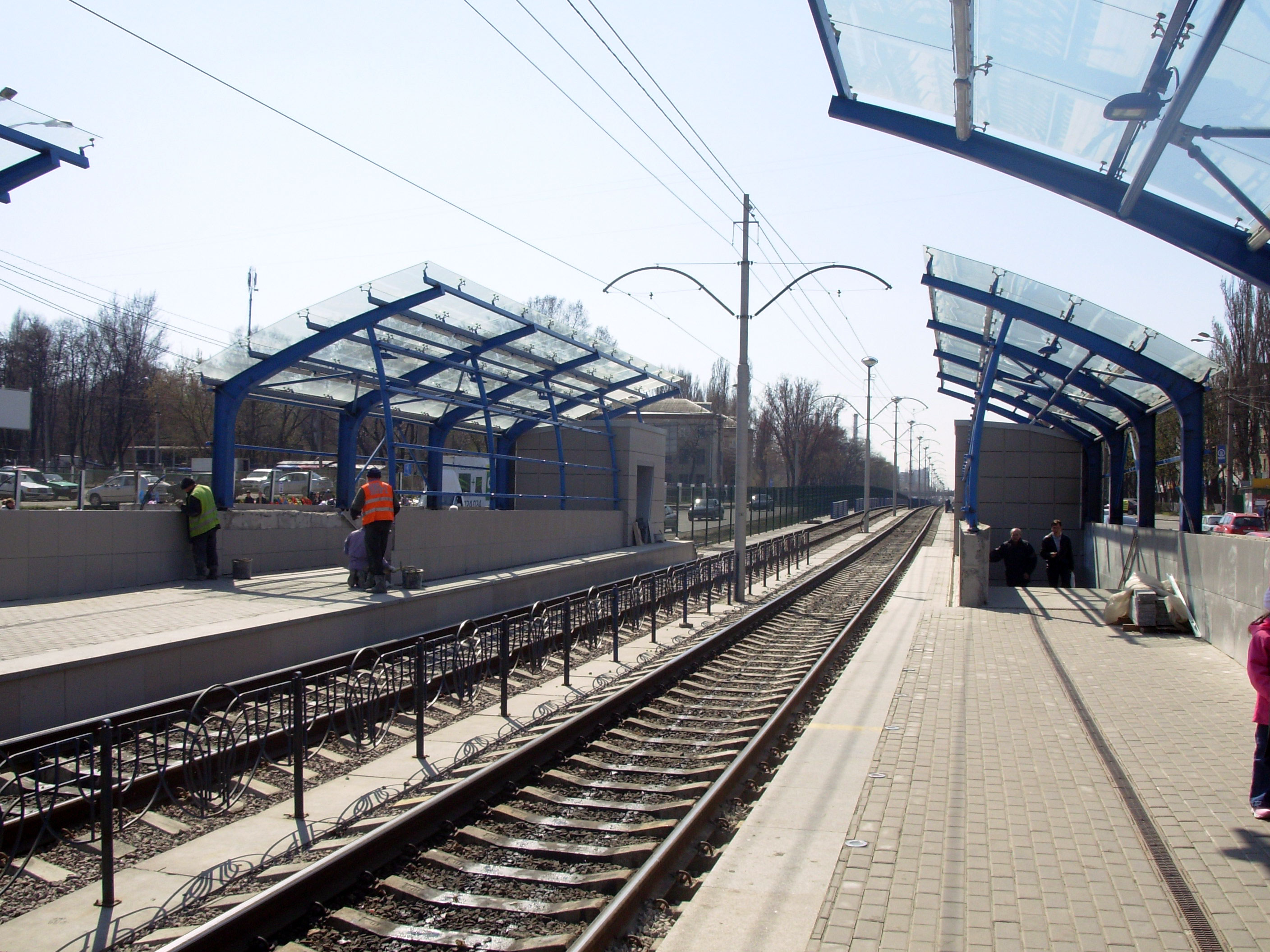
Выход с платформ в город
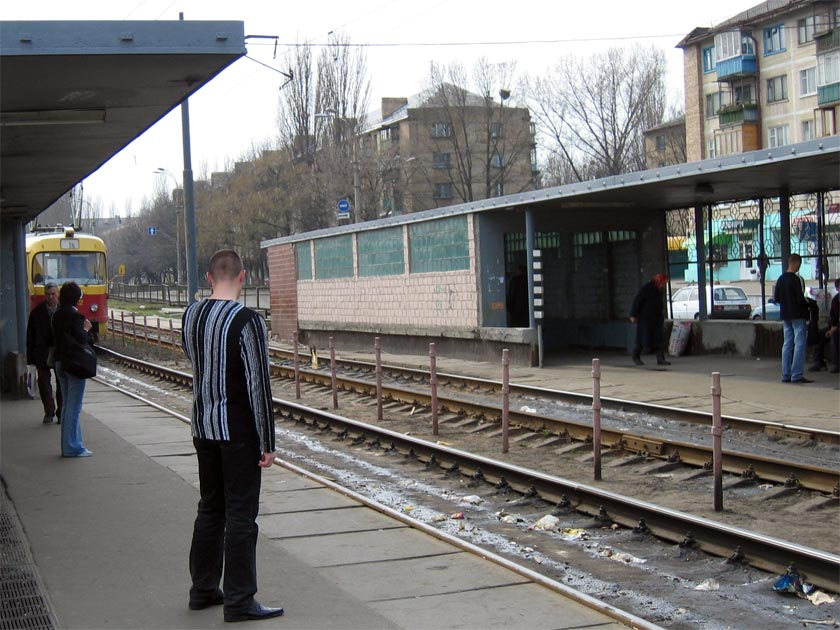
Платформы станции, 2005
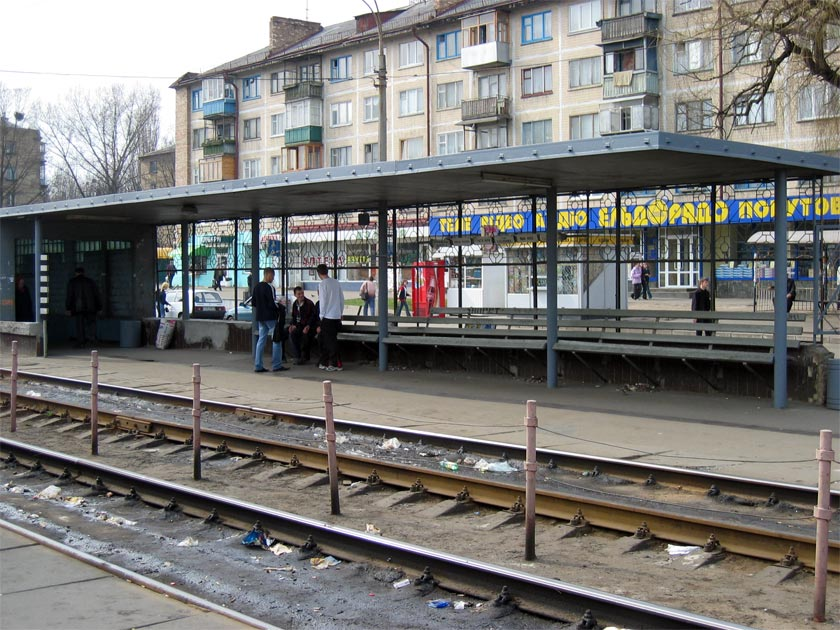
Посадочная платформа, 2005
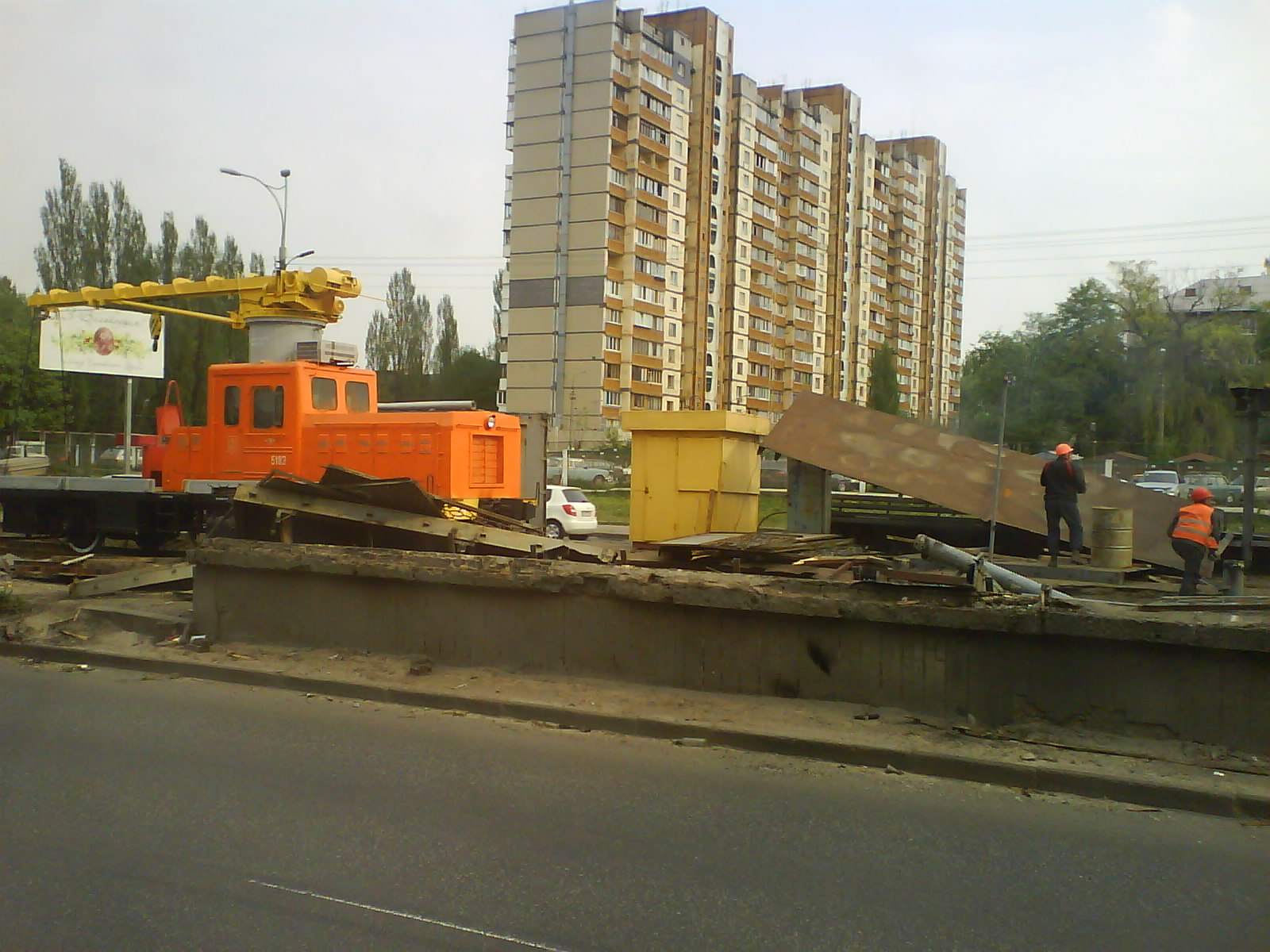
Реконструкция станции, 2009
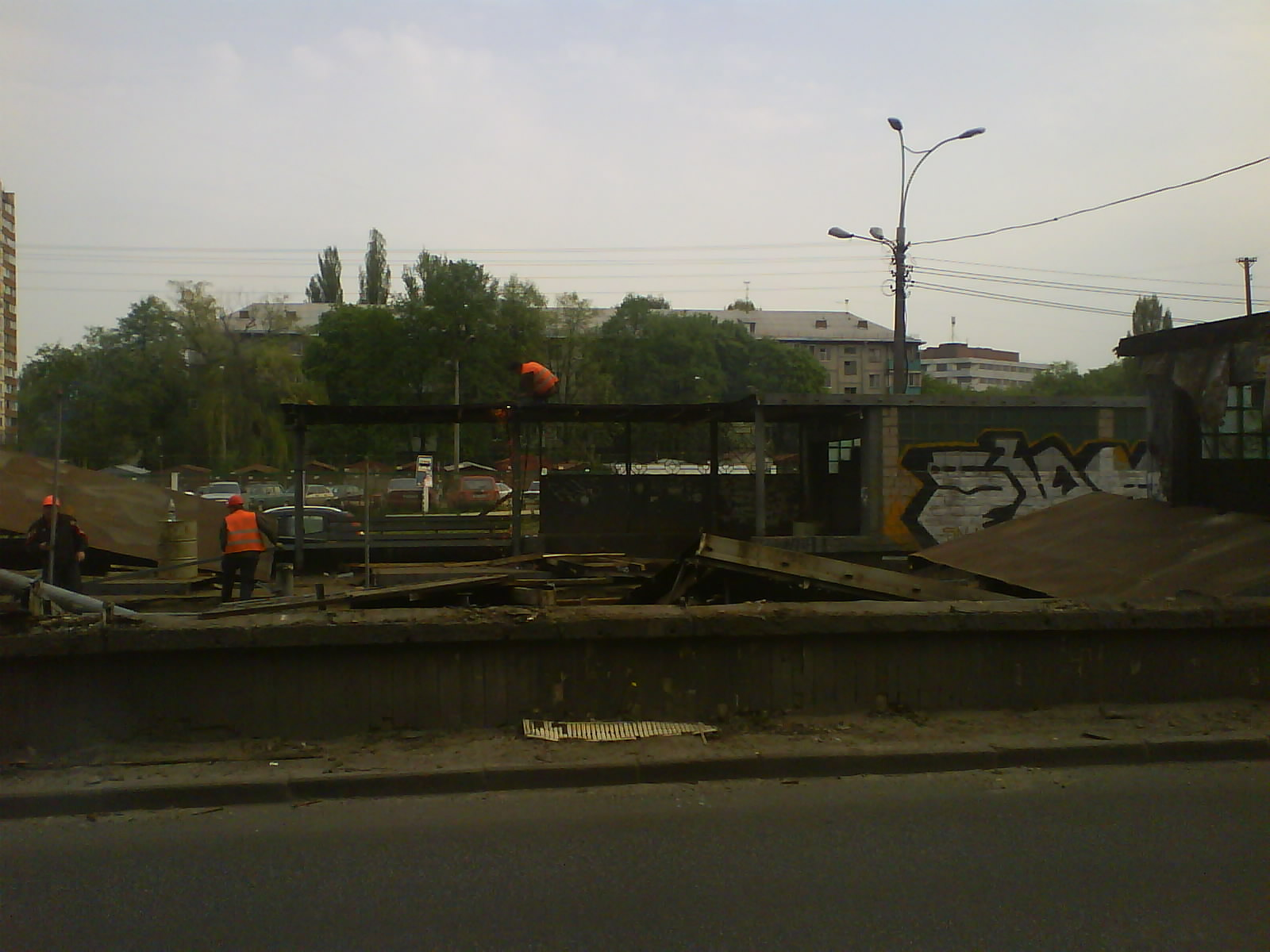
Реконструкция станции, 2009